# Ferruccio Rossi-Landi
Ferruccio Rossi-Landi (Milano, 1º marzo 1921 – Trieste, 5 maggio 1985) è stato un filosofo e semiologo italiano.
Studioso di semiotica, filosofia, economia politica, scienze umane e antropologia, ha apportato un notevole contributo agli sviluppi della semiotica e della filosofia del linguaggio in Italia, cercando di unificare la tradizione europea con quella anglo-americana.

## Biografia
Diplomato al Regio Liceo - Ginnasio Alessandro Manzoni, nel 1945 si laurea in Lettere presso l'Università degli Studi di Milano e nel 1951 in Filosofia presso l'Università degli Studi di Pavia.
Proseguirà i suoi studi all'Università di Oxford, fino al 1953.
Dal 1958 al 1962 è professore incaricato di Filosofia all'Università degli Studi di Padova. Trascorre molti anni all'estero, insegnando, tra il 1962 e il 1963, negli Stati Uniti d'America, prima presso l'Università del Michigan ad Ann Arbor e poi presso l'Università del Texas ad Austin.
Nel corso degli anni 1970 viaggia e lavora per conto di varie università europee e americane; ha inoltre occasione di insegnare Filosofia e Semiotica all'Università dell'Avana.
In seguito accetterà la cattedra di Filosofia della storia presso l'Università degli Studi di Lecce.
Nel 1977 riceve l'incarico di insegnare Filosofia teoretica presso l'Università degli Studi di Trieste.
La sua opera si può suddividere in tre fasi.
La prima incomincia a partire dagli anni 1950 e riguarda studi su Charles Morris, nonché l'analisi dei processi di significazione e del parlare comune.
La seconda fase copre tutti gli anni 1960. Rossi-Landi propone una teoria della produzione linguistica e segnica, intendendola come teoria del lavoro linguistico e non-linguistico cui fondamento è l'omologia tra linguistica ed economia.
La terza fase è compresa tra il 1970 e il 1985: Rossi-Landi studia l'intricato rapporto tra il linguaggio e le ideologie e teorizza il fenomeno dell'alienazione linguistica.

## Opere principali
- Charles Morris, Bocca, Milano, 1953
- Charles Morris: lineamenti di una teoria dei segni, Manni, Lecce, 1954
- Significato, comunicazione e parlare comune, Marsilio, Padova, 1961
- Il linguaggio come lavoro e come mercato, Bompiani, Milano, 1968
- Semiotica e ideologia, Bompiani, Milano, 1972
- Dialektik und Entfremdung in der Sprache, Francoforte sul Meno, 1973
- Ideology of linguistic relativity, L'Aia, 1973
- Linguistics and economics, L'Aia, 1974
- Charles Morris e la semiotica novecentesca, Bompiani, Milano, 1975
- Ideologia, Mondadori, Milano, 1978 (nuova ed. Meltemi, Roma, 2005).
- Metodica filosofica e scienza dei segni, Bompiani, Milano, 1985
- Between signs and non-signs, Amsterdam, 1992 (postumo)
- Il corpo del testo tra riproduzione sociale ed eccedenza, 2002 (postumo)
- Scritti su G. Ryle e la filosofia analitica, il Poligrafo, Padova, 2003 (postumo)